# Lesní potok (přítok Bystřiny)
Lesní potok (v Německu Erlbach) je potok pramenící v Sasku, protékající státní hranicí Česká republika-Německo a ústící do mlýnského náhonu Bystřiny v okrese Cheb. Část vodního toku v České republice je obklopena lesem, v Německu teče zemědělskou krajinou. Státní hranici tvoří v katastru obce Hranice. Do Bystřiny se vlévá na trojmezí Bavorska, Saska a Čech.